# برنگ کوچک
برنگ بزرگ، روستایی است از توابع بخش سعدآباد در شهرستان دشتستان استان بوشهر ایران.

## جمعیت
این روستا در دهستان وحدتیه قرار داشته و براساس سرشماری سال ۱۳۸۵ جمعیت آن ۵۱نفر (۷خانوار) می‌باشد.